# Västeräng, Ockelbo kommun
Västeräng är en bebyggelse småort söder om Lingbo i Ockelbo kommun, Gävleborgs län. SCB klassade till 2020 och från 2023 denna bebyggelse som en del av tätorten Lingbo, för att vid avgränsningen 2020 klassa den som en separat småort.